# Kyohei Oyama
Kyohei Oyama (大山 恭平 Oyama Kyohei?), född 22 maj 1989 i Fukuoka prefektur, är en japansk före detta fotbollsspelare.
Oyama började sin karriär 2008 i Avispa Fukuoka. Efter Avispa Fukuoka spelade han för Renofa Yamaguchi FC. Han avslutade karriären 2013.